# 久米村直子
久米村 直子（くめむら なおこ、9月10日 - ）は、関西を拠点として活動しているフリーのディスクジョッキー。

## 人物
大阪府出身、京都市在住。血液型はA型。155cm。愛称は「くめちゃん」（「原田伸郎のびのび金ようび」では「なおちゃん」）。
アメリカ・アーカンソー州の高校を卒業して、帰国子女として日本の短期大学へ入学。
大阪成蹊短期大学での非常勤講や（2007年 - 2019年）、若手のラジオDJ育成にも携わっていた（当時番組を持っていたα-STATIONでラジオDJスクールで講師をしていた）
趣味は仕事と旅、ゴルフも趣味になりつつある。好きな歌手はジャーニー、スタイル・カウンシル。中学ではギター部に所属、部長をしていた。アメリカの高校では、マーチングバンドでシンバルを冬のコンサートシーズンではベースクラリネットを担当。
花と緑の博覧会コンパニオン。学生の頃は百貨店の受付嬢、エレベーターガールのアルバイトをしていた。

## 現在出演中の番組
- 原田伸郎のなにすんのぉ～ラジオ（KBS京都ラジオ 金曜 15:30 - 17:00、2024年4月5日 - ）

## 過去出演した番組
- Kiss-FM KOBE
  - Kiss World Sailing
  - Kobe Urban Sailing
  - Marista Seaside Winds
- KBS京都ラジオ
  - ラジオ夕刊
  - 久米村直子のSuperDuper Sunday（日曜 14:00 - 17:00、2014年4月6日 - 2024年3月31日）
- ABCラジオ
  - 山田雅人の今夜だけは
- Perfec TV
  - Sound Witch Library
- e-radio
  - Parco Weekend Clip
- Perfec TV OkiDokiチャンネル
  - Entertainment Now Japan
- fm osaka
  - Good Morning Osaka
- α-STATION
  - The Request Square
  - Twilight Avenue - Weekend Oasis
  - Blooming Square
  - Twilight Avenue
  - OVERSEAS TOP40
  - SWINGIN' SUNDAY
  - はぴねすくらぶラジオショッピング
  - 快適生活ラジオショッピング（JFL系全国放送）ナビゲーター
- ラジオ関西
  - 原田伸郎のびのび金ようび（2017年10月6日 - 2024年3月29日）
  - Playlist of Harborland（2019年4月5日 - 2024年3月29日）
- ウメダFM
  - Be Fresh!（水曜 14:00 - 16:30、2013年4月2日 - 2015年6月24日）
- ラジオ大阪
  - 決定!全日本歌謡選抜 - ピンチヒッターで立原啓裕と共演